# Трифкович, Срджа
Срджа Три́фкович (серб. Срђа Трифковић, литературный псевдоним — Серж Трифкович, англ. Serge Trifkovic; род. 19 июля 1954, Белград) — американский писатель
 сербского происхождения.

## Биография
Родился 19 июля 1954 года в Белграде.
С 1998 г. — обозреватель по международным делам палеоконсервативного журнала Chronicles. Доктор истории Саутхэмптонского университата, директор Центра международных отношений (Center for International Affairs)  Рокфордского института, публикующего журнал Chronicles.
По убеждениям — сербский националист, критик ислама, автор книги «Меч Пророка» (The Sword of the Prophet), об истории и вероучении ислама. Ранее был экспертом президента Югославии В. Коштуницы. Кроме того, Трифкович — автор исследований по противоречивым моментам в истории Югославии, в частности, Блайбургской бойни.

## Сочинения
- Ustasa: Croatian separatism and European politics, 1929—1945, London (1998) ISBN 18-92-47800-5
- The Sword of the Prophet, Boston, (2002) ISBN 19-28-65311-1
- Defeating Jihad: How the War on Terrorism May Yet Be Won, In Spite of Ourselves, Regina Orthodox Press (2006).